# Conflit géorgien-ossète
Le conflit géorgien-ossète est un conflit ethno-politique sur l'ancienne région autonome géorgienne d'Ossétie du Sud-Alanie, qui débuté en 1989 et s'est transformé en guerre aujourd'hui gelée après un point culminant en août 2008, lorsque les tensions militaires et les affrontements entre la Géorgie et les séparatistes sud-ossètes éclatent dans la guerre russo-géorgienne. Depuis lors, la région est sous occupation russe.

## Origines du conflit

### Premières années de l'Union soviétique
Au lendemain de la révolution russe, la Géorgie déclare son indépendance (26 mai 1918) sous les mencheviks, tandis que les bolcheviks prennent le contrôle de la Russie. Les autorités répriment une rébellion paysanne dans l'actuelle Ossétie du Sud, interdisent le Soviet national d'Ossétie du Sud et refusent d'accorder de l'autonomie à la région. En juin 1920, une révolte ossète soutenue par la Russie communiste attaque l'armée géorgienne et la garde populaire avant de subir une nouvelle répression durant laquelle plusieurs villages ossètes sont incendiés et 20 000 Ossètes sont déplacés en Russie soviétique. Huit mois plus tard, l'armée rouge envahit la Géorgie et met en place la République socialiste soviétique de Géorgie qui créa une unité administrative autonome pour les Ossètes de Transcaucasie en avril 1922 sous la pression du bureau caucasien du Comité central du Parti communiste russe, appelée oblast autonome d'Ossétie du Sud.

### Dernières années de l'Union soviétique
À la fin des années 1980, l'organisation nationaliste ossète, Adamon Nikhas (Voix du peuple) est créée. Le 10 novembre 1989, le Soviet suprême d'Ossétie du Sud demande au Soviet suprême de la république socialiste soviétique de Géorgie d'élever le statut de la région à celui de république autonome. Cependant, cette demande est rejetée le 16 novembre et les Géorgiens assiègent Tskhinvali le 23 novembre 1989.
Le 9 avril 1990, la Géorgie déclare son indépendance et tente d'intégrer l'Ossétie du Sud, mais échoue à s'imposer face aux velléités indépendantistes ossètes. En octobre 1990, les élections parlementaires géorgiennes sont boycottées par l'Ossétie du Sud, qui organise des élections à son propre parlement en décembre de la même année .Le 11 décembre 1990, le Parlement géorgien adopte un projet de loi qui abolit effectivement le statut d'autonomie de l'Ossétie du Sud , provoquant l'ire des autorités ossètes et de la Russie qui décide d'intervenir dans la région ,. Le 4 mai 1991, le Parlement sud-ossète déclare son intention de se séparer de la Géorgie et de s'unir à l'Ossétie du Nord, située à l'intérieur des frontières de la fédération de Russie. L'Ossétie du Sud déclare son indépendance le 21 décembre 1991.

## Chronologie post-soviétique

### Guerre d'Ossétie du Sud de 1991–1992

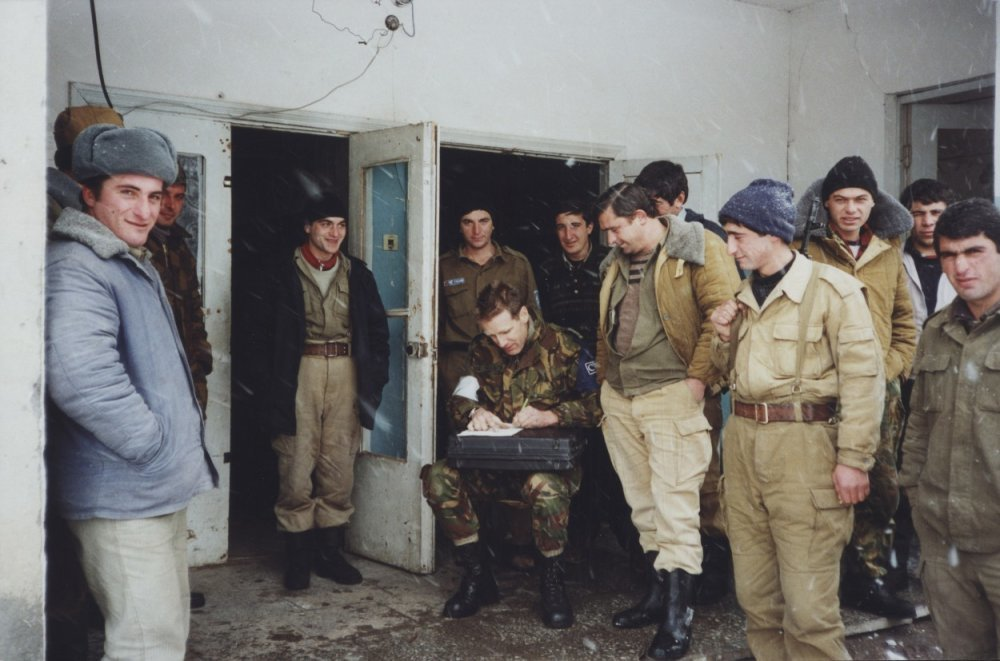
Le major néerlandais H. W. Verzijl de la mission de l'OSCE surveillant un poste militaire géorgien en Ossétie du Sud en 1996.

Au milieu des tensions ethniques croissantes, la guerre éclate lorsque les forces géorgiennes entrent dans la capitale de l'Ossétie du Sud, Tskhinvali. Plus de 2 000 personnes auraient été tuées pendant la guerre. Les séparatistes sont aidés par d'anciennes unités militaires soviétiques, désormais sous commandement russe. Environ 100 000 Ossètes fuient la Géorgie proprement dite et l'Ossétie du Sud, tandis que 23 000 Géorgiens quittent l'Ossétie du Sud. Un accord de cessez-le-feu (accord de Sotchi) est conclu le 24 juin 1992. Bien qu'ayant mis fin à la guerre, l'accord n'a pas traité du statut de l'Ossétie du Sud. Une commission conjointe de contrôle pour la résolution du conflit géorgien-ossète et la force de maintien de la paix, composée de troupes russes, géorgiennes et ossètes, est créée. Le gouvernement ossète de facto contrôle la région indépendamment de Tbilissi. Leurs activités se concentrent principalement dans la zone de conflit, qui comprend une zone d'un rayon de 15 km autour de Tskhinvali.
Les séparatistes conservent le contrôle des districts de Tskhinvali, Java, Znaur et des parties d'Akhalgori. Le gouvernement central de Tbilissi contrôle le reste d'Akhalgori et les villages géorgiens du district de Tskhinvali.

### 1992–2003
En 1996, le marché d'Ergneti est ouvert et deviendra rapidement le lieu de commerce des Géorgiens et des Sud-Ossètes. En 1996, Lioudvig Tchibirov remporte les élections présidentielles en Ossétie du Sud. Un mémorandum sur les « mesures visant à assurer la sécurité et à instaurer la confiance » est signé à Moscou le 16 mai 1996, ce qui est considéré comme le premier pas vers un rapprochement entre la Géorgie et les séparatistes d'Ossétie du Sud. Cela est suivi de plusieurs rencontres entre le président de la Géorgie, Edouard Chevardnadze, et le président de facto de l'Ossétie du Sud, Lioudvig Tchibirov. Ils se rencontrent à Vladikavkaz en 1996, à Java en 1997 et à Bordjomi en 1998. Celles-ci aboutissent à des développements positifs comme les pourparlers sur le retour des personnes déplacées, le développement économique, une solution politique aux problèmes et la protection de la population dans la zone de conflit.
Aucun affrontement militaire n'a lieu pendant douze ans. Alors que le processus de paix est gelé, Ossètes et Géorgiens se livrent à des échanges animés et à un commerce incontrôlé. Le conflit non résolu a encouragé le développement d'activités illégales telles que les enlèvements, le trafic de drogue et le commerce d'armes. Jusqu'à la fin de 2003, un certain nombre de responsables de l'application des lois d'Ossétie du Sud et de Géorgie proprement dite auraient participé à des activités économiques criminelles. Les autorités des deux côtés auraient coopéré pour profiter du commerce illégal, tout comme les douanes russes et les troupes de maintien de la paix.

## Chronologie avant 2008

### La flambée de 2004

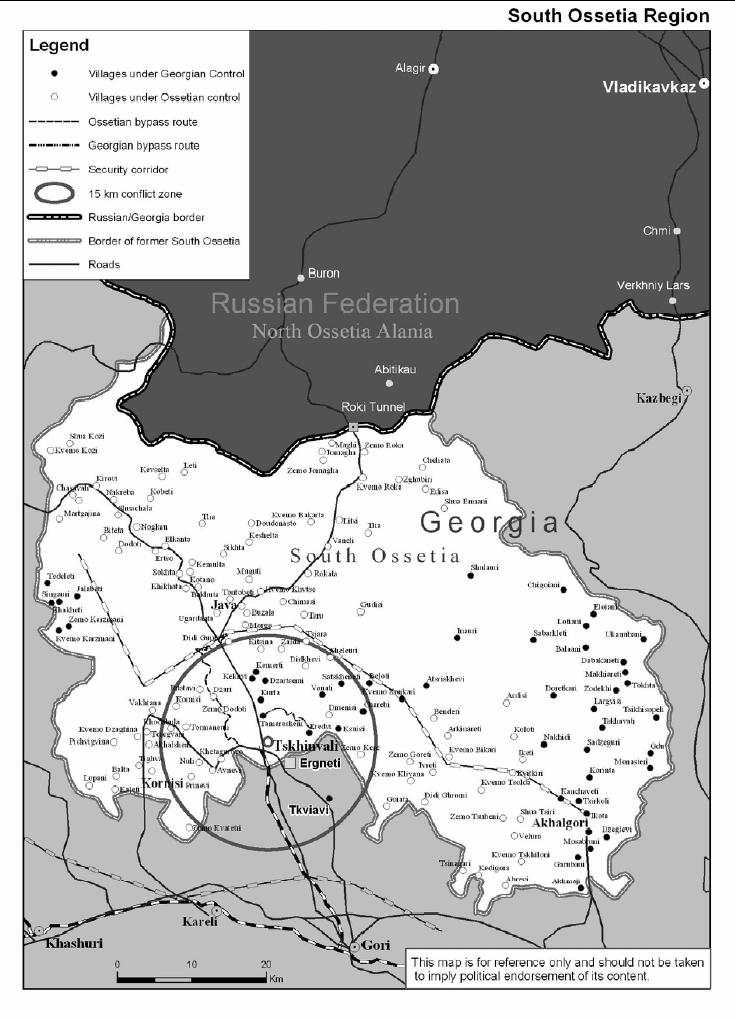
Carte détaillée de l'Ossétie du Sud montrant les territoires sécessionnistes et sous contrôle géorgien, novembre 2004.

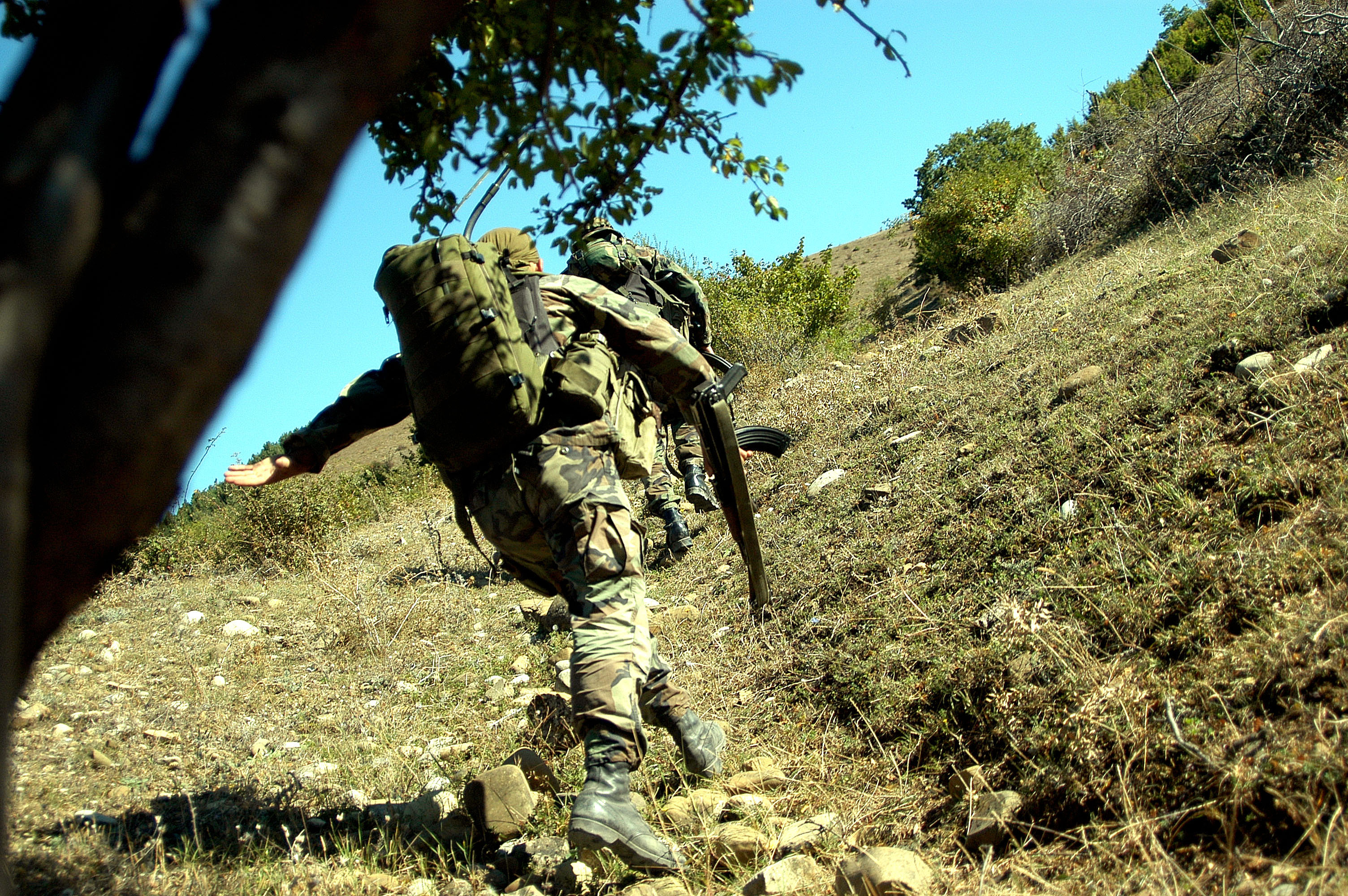
Des soldats du 13e bataillon d'infanterie légère « Shavnabada » de l'armée géorgienne chargeant sur une colline où les rebelles ossètes sont retranchés.

Lorsque Mikheil Saakachvili est élu président en 2004, son objectif étant de ramener les régions sécessionnistes de Géorgie au contrôle central.
À la suite du succès remporté en Adjarie, le gouvernement du président Mikheil Saakachvili se tourna alors vers l'Ossétie du Sud,.
En juin, les Géorgiens ferment le marché d'Ergneti, qui est un important point d'échange pour les marchandises de contrebande. Cela tend la situation,. L'administration régionale géorgienne commence à restaurer la route alternative à Didi Liakhvi.
Le 7 juillet, des casques bleus géorgiens interceptent un convoi russe. Le lendemain, une cinquantaine de casques bleus géorgiens sont désarmés et détenus par les milices sud-ossètes. Les casques bleus géorgiens capturés sont tous libérés le 9 juillet, à trois exceptions près. Le 11 juillet 2004, le président géorgien Saakachvili déclare que « la crise en Ossétie du Sud n'est pas un problème entre les Géorgiens et les Ossètes. C'est un problème entre la Géorgie et la Russie ».
Le 5 août 2004, la Douma d'État russe publie une déclaration officielle concernant l'aggravation de la situation autour de l'Ossétie du Sud et de l'Abkhazie en relation « avec les actions politiques des autorités géorgiennes ». La déclaration avertit que la Russie pourrait s'impliquer dans le conflit et prendrait « les mesures appropriées au cas où la vie de citoyens russes serait mise en danger ». Des centaines de volontaires russes, principalement des cosaques, déclarent qu'ils sont prêts à protéger le peuple d'Ossétie du Sud si le conflit s'aggrave davantage.
Les tensions augmentent dans la nuit du 10 au 11 août, lorsque des villages géorgiens et sud-ossètes de la région au nord de Tskhinvali essuient des tirs, provoquant des civils blessés. Des membres géorgiens et sud-ossètes de la force conjointe de maintien de la paix auraient été impliqués dans l'échange de tirs. Le 13 août, le Premier ministre géorgien Zourab Jvania et le président de facto sud-ossète Edouard Kokoïty conviennent d'un cessez-le-feu, qui sera violé à plusieurs reprises par les deux parties. Lors des tensions de juillet et août, 17 Géorgiens et 5 Ossètes sont tués. Lors de sessions d'urgence de la Commission mixte de contrôle les 17 et 18 août à Tbilissi et Tskhinvali, les parties débattent de propositions complexes de cessez-le-feu et de projets de démilitarisation. Dans le même temps, ils s'attendent à ce que les combats reprennent et utilisent la trêve pour améliorer leurs positions militaires et renforcer leurs défenses. Un accord de cessez-le-feu est conclu le 19 août.
Le 24 août, dans une interview diffusée par la télévision Imedi, le président de la commission de la défense et de la sécurité du parlement géorgien, Guivi Targamadze, déclare que l'armée russe est prête à lancer une frappe en territoire géorgien, mais que le raid est devancé par la décision de Saakachvili le 19 août pour retirer les forces géorgiennes des positions stratégiques en Ossétie du Sud. Selon Targamadze, le gouvernement géorgien possède une vidéo secrètement enregistrée des préparatifs militaires russes près de la frontière géorgienne.
Lors d'une réunion de haut niveau entre le Premier ministre géorgien Zourab Jvania et le dirigeant sud-ossète Edouard Kokoïty le 5 novembre à Sotchi, en Russie, un accord sur la démilitarisation de la zone de conflit est conclu. Quelques échanges de tirs se poursuivront dans la zone de conflit après le cessez-le-feu, apparemment principalement initiés par la partie ossète,.

### De nouveaux efforts de paix
Le président géorgien Mikheil Saakachvili présente une nouvelle vision pour résoudre le conflit sud-ossète lors de la session de l'Assemblée parlementaire du Conseil de l'Europe (APCE) à Strasbourg, le 26 janvier 2005. Sa proposition comprend des positions plus larges d'autonomie, y compris une garantie constitutionnelle d'autonomie locale libre et directement élue. Saakachvili déclare que le parlement d'Ossétie du Sud aura le contrôle sur des questions telles que la culture, l'éducation, la politique sociale, la politique économique, l'ordre public, l'organisation de l'autonomie locale et la protection de l'environnement. Dans le même temps, l'Ossétie du Sud aura également une voix dans les structures nationales du gouvernement, avec une garantie constitutionnelle de représentation dans les branches judiciaire et constitutionnelle-judiciaire et au Parlement. La Géorgie s'engagera à améliorer les conditions économiques et sociales des habitants de l'Ossétie du Sud. Saakachvili propose une période transitoire de résolution des conflits de 3 ans, au cours de laquelle des forces de police mixtes géorgiennes et ossètes, sous la direction et les auspices d'organisations internationales, seront établies et les forces ossètes seront progressivement intégrées dans une force armée géorgienne unie. Saakachvili déclare également que la communauté internationale doit jouer un rôle plus significatif et plus visible dans la résolution de ce conflit.
La mort prématurée de Zourab Jvania en février 2005 fut un revers dans la résolution du conflit.

### Attaque de 2006 contre un hélicoptère géorgien
Le 3 septembre 2006, les forces sud-ossètes ouvrent le feu sur un hélicoptère Mi-8 géorgien transportant le ministre géorgien de la Défense, Irakli Okrouachvili, alors qu'il survole le territoire tenu par les séparatistes. Il atterrit en toute sécurité sur un territoire contrôlé par le gouvernement géorgien. Selon les autorités sud-ossètes, l'hélicoptère géorgien est entré dans leur espace aérien et a fait feu au sol, ce que les Géorgiens réfutent. Les responsables sud-ossètes confirment que leurs troupes sont responsables de l'attaque, mais nient l'affirmation selon laquelle l'avion a été pris pour cible en raison d'informations préalables selon lesquelles Okrouachvili était à bord. « Nous ne sommes pas intéressés à éliminer Okrouachvili ou [le président géorgien Mikheil] Saakachvili, car ils nous aident à obtenir l'indépendance », déclare le ministre de l'Intérieur sud-ossète Mikhaïl Mindzaev.

### Incident d'octobre 2006
Le 31 octobre 2006, la police sud-ossète signale une escarmouche dans le district de Java, en Géorgie, au cours de laquelle elle élimine un groupe de 4 hommes,. Les armes saisies au groupe comprennent des fusils d'assaut, des fusils, des lance-grenades, des grenades et des engins explosifs. D'autres objets trouvés en possession des militants incluent de la littérature extrémiste wahhabite, des cartes du district de Java et des ensembles d'uniformes russes de maintien de la paix. Ces découvertes conduisent les autorités sud-ossètes à conclure que les militants prévoyaient de commettre des actes de sabotage et des attentats terroristes. Les autorités sud-ossètes identifient les hommes comme étant des Tchétchènes de la vallée de Pankissi en Géorgie. L'Ossétie du Sud accuse la Géorgie d'avoir engagé des mercenaires tchétchènes pour commettre des attentats terroristes dans la région.
La partie géorgienne nie catégoriquement son implication dans l'incident. Shota Khizanishvili, porte-parole du ministère géorgien de l'Intérieur, suppose que l'incident pourrait être lié à des « conflits internes en Ossétie du Sud ».

### Élections rivales de 2006
Le 12 novembre 2006, des élections présidentielles et un référendum ont  lieu en Ossétie du Sud. La partie de la région contrôlée par les séparatistes réélit Edouard Kokoïty comme président de facto et vote pour l'indépendance de la Géorgie. Dans les zones sous contrôle géorgien, l'opposition ossète organise des scrutins rivaux élisant Dmitri Sanakoïev (en) comme président alternatif et vote pour des négociations avec la Géorgie sur un futur accord fédéral. Le gouvernement pro-géorgien n'a jamais été en mesure d'obtenir un soutien significatif des autorités séparatistes.

### Nouvelle initiative de la Géorgie
Le 29 mars 2007, le ministère russe des Affaires étrangères avertit dans un communiqué que le projet Tbilissi, la mise en place une unité administrative temporaire dans la partie séparatiste de l'Ossétie du Sud « brisera une situation déjà fragile ». Le 10 mai 2007, Dmitri Sanakoïev est nommé à la tête de l'entité administrative provisoire d'Ossétie du Sud par le président géorgien. Le lendemain, Sanakoïev s'adresse au Parlement de Géorgie, exposant sa vision du plan de résolution du conflit,. En réponse, les séparatistes sud-ossètes imposent un blocus massif des villages géorgiens dans la zone de conflit et Kokoïty exigent le retrait des troupes spéciales géorgiennes et du gouvernement intérimaire d'Ossétie du Sud dirigé par le « président alternatif » Sanakoïev.
Le 24 juillet 2007, Tbilissi tient sa première commission d'État pour définir le statut de l'Ossétie du Sud au sein de l'État géorgien. Présidée par le Premier ministre géorgien Zourab Noghaïdeli, la commission comprend des parlementaires géorgiens, des représentants de la communauté ossète de Géorgie et des représentants de plusieurs organisations géorgiennes de défense des droits de l'homme. Les pourparlers ont lieu avec l'administration de Sanakoïev.
Les partisans de Sanakoïev ont lancé une campagne contre Kokoïty nommée Kokoity Fandarast (« Au revoir Kokoïty » en langue ossète).

### Incident du missile à Tsitelubani de 2007
Le 6 août 2007, un missile tombe sans exploser dans le village de Tsitelubani, quelque 65 km de Tbilissi. Selon des responsables géorgiens, un avion d'attaque russe, un Su-24 Fencer, a violé l'espace aérien et tiré un missile à guidage tactique anti-radar Kh-58. La Russie nie les allégations. Le groupe de spécialistes de la défense des États-Unis, de la Suède, de la Lettonie et de la Lituanie déclare tard le 15 août que l'avion avait effectué trois allers-retours entre l'espace aérien russe et géorgien.

## Événements en 2008

### Affrontements d'avant-guerre
Les événements antérieurs à août 2008 sont décrits dans crise diplomatique russo-géorgienne de 2008.

### Guerre de 2008 en Ossétie du Sud
Les tensions entre la Géorgie et la Russie commencent à s'intensifier en avril 2008,,. Les combats débutent dans la nuit du 14 au 15 juin 2008 lorsque des tirs de mortier et un échange de tirs éclatent entre les forces sud-ossètes et géorgiennes. L'Ossétie du Sud affirme que des tirs de mortier ont été lancés depuis des villages contrôlés par les Géorgiens à Tskhinvali, la capitale sud-ossète, et que leurs forces répondent aux tirs des forces géorgiennes à la périphérie de la capitale. La Géorgie nie avoir tiré en premier, qui affirme que l'adversaire a attaqué les villages sous contrôle géorgien d'Ergneti, Nikozi et Prisi. Les combats montent d'un cran lorsque des séparatistes sud-ossètes tirent sur un véhicule militaire géorgien le 1er août 2008. L'explosion blesse cinq casques bleus géorgiens. En réponse, des tireurs d'élite géorgiens agressent les miliciens sud-ossètes dans la soirée. Les séparatistes ossètes commencent à bombarder des villages géorgiens le 1er août, avec une réponse sporadique des casques bleus géorgiens et d'autres troupes dans la région,,. De graves incidents se produisent la semaine suivante après les attaques ossètes contre des villages et des positions géorgiens en Ossétie du Sud,.
Vers 19 h 00 le 7 août 2008, le président géorgien Mikheil Saakachvili annonce un cessez-le-feu unilatéral et un ordre de non-réponse. Cependant, les séparatistes sud-ossètes intensifient leurs attaques contre les villages géorgiens situés dans la zone de conflit sud-ossète. Les troupes géorgiennes ripostent et avancent vers la capitale de la république autoproclamée d'Ossétie du Sud, Tskhinvali, dans la nuit du 8 août,. Selon l'expert militaire russe Pavel Felgenhauer, les Ossètes provoquent intentionnellement les Géorgiens, de sorte que la Russie utilisera la réponse géorgienne comme prétexte pour une invasion militaire préméditée. Selon les services de renseignement géorgiens et plusieurs médias russes, des groupes de l'armée russe régulière (non chargée du maintien de la paix) s'étaient déjà déplacées vers le territoire sud-ossète par le tunnel de Roki avant l'opération militaire géorgienne.
Le centre de Tskhinvali est atteint par 1 500 hommes des forces terrestres géorgiennes à 10 h 00 le 8 août. Un diplomate géorgien déclare à Kommersant le même jour qu'en prenant le contrôle de Tskhinvali, ils veulent démontrer que la Géorgie ne toléreront pas le meurtre de citoyens géorgiens. La Russie accuse la Géorgie d'agression contre l'Ossétie du Sud et lance une invasion à grande échelle de la Géorgie sous couvert d'opération de maintien de la paix le 8 août. L'armée russe capture Tskhinvali en cinq jours et expulse les forces géorgiennes. La Russie lance également frappes aériennes contre des infrastructures militaires en Géorgie. Les forces abkhazes ouvrent un deuxième front en attaquant les gorges de Kodori, tenues par la Géorgie. Les forces russes occupent les villes géorgiennes de Zougdidi, Senaki, Poti et Gori (la dernière après la négociation du cessez-le-feu). La flotte russe de la mer Noire bloqua la côte géorgienne.
Pendant et après la guerre, les forces sud-ossètes et les milices irrégulières mènent une campagne de nettoyage ethnique contre les Géorgiens en Ossétie du Sud, les villages géorgiens autour de Tskhinvali étant détruits après la fin de la guerre. La guerre provoque l'exil de 192 000 personnes, et alors que beaucoup pourront rentrer chez eux après la fin des hostilités, environ 30 000 Géorgiens de souche sont toujours déplacés un an plus tard. Dans une interview publiée dans Kommersant, le dirigeant sud-ossète Edouard Kokoïty déclare qu'il ne permettra pas aux Géorgiens de revenir,.
Le président français Nicolas Sarkozy négocie un accord de cessez-le-feu le 12 août 2008. Le 17 août, le président russe Dmitri Medvedev annonce le début du retrait des forces russes de Géorgie le lendemain. Les forces russes se retirent des zones tampons adjacentes à l'Abkhazie et à l'Ossétie du Sud le 8 octobre et leur contrôle est transféré à la mission d'observation de l'Union européenne en Géorgie.

## Après la guerre de 2008
Le 26 août 2008, la Russie reconnait officiellement l'Ossétie du Sud et l'Abkhazie en tant qu'États indépendants.
En 2015, le procureur de la Cour pénale internationale demande aux juges de la Cour l'autorisation d'ouvrir une enquête sur les crimes de guerre présumés liés au conflit. Cette affaire comprend des crimes présumés commis dans le cadre d'une campagne visant à expulser les Géorgiens de souche d'Ossétie du Sud ainsi que des attaques contre des soldats de la paix par les forces géorgiennes et sud-ossètes.
Les troupes russes et ossètes ont élargi la frontière avec la Géorgie, expulsant les Géorgiens de souche de leurs maisons.
La question de l'annexion de l'Ossétie du Sud par la Russie s'est posée à plusieurs reprises depuis 1992. La dernière date de 2022.

### Crise de Chorchana-Tsnelissi de 2019
Les 24 et 25 août 2019, les tensions montent à la frontière administrative en Ossétie du Sud lorsque la police géorgienne érige un point de contrôle entre les villages de Chorchana et Tsnelisi en réponse aux travaux de démarcation en cours entre la Russie et l'Ossétie du Sud. Le 29 août, des mouvements de matériel et de personnel militaires sont observés près de Chorchana. Le responsable sud-ossète Egor Kochiev exige le démantèlement immédiat du poste de contrôle de la police géorgienne, avertissant sinon que l'Ossétie du Sud prendra des « mesures légales ». Les responsables géorgiens répondent comme quoi la Géorgie n'acceptera pas « le langage des ultimatums ». Selon le service de sécurité d'État de Géorgie, le poste de contrôle a été érigé sur le territoire sous contrôle géorgien et qu'il appartient au gouvernement géorgien de décider où placer le poste de contrôle de la police sur le territoire géorgien. Le ministère géorgien des affaires étrangères demande aux autorités de facto d'Ossétie du Sud de cesser les provocations et les travaux de démarcation illégaux. Le 29 août, des responsables sud-ossètes quittent brusquement la réunion avec le gouvernement géorgien menée dans le cadre du mécanisme de prévention des incidents et de réponse.
En septembre, les autorités sud-ossètes ferment tous les points de passage avec le territoire contrôlé par le gouvernement géorgien, aggravant la situation humanitaire dans la région et faisant courir un risque particulier aux quelque 2 500 Géorgiens de souche restés dans le district d'Akhalgori.
Les représentants de Tbilissi, Moscou et Tskhinvali continuent à discuter de la situation lors d'une série de « réunions techniques », mais de graves problèmes de sécurité subsistent. Les responsables géorgiens ont refusé de discuter de la mise en place de postes de contrôle de la police sur le territoire contrôlé par la Géorgie.